# Jacewicze (Litwa)
Jacewicze (lit. Jacionys) − wieś na Litwie, w rejonie solecznickim, 1 km na południowy wschód od Podborza, zamieszkana przez 6 ludzi. Przed II wojną światową w Polsce, w powiecie lidzkim województwa nowogródzkiego.